# Antenor Ferreyra
Antenor Rosario Ferreyra (Santiago del Estero, 1876 - 1939) fue un docente y político argentino, quien impulsó grandes cambios en el sistema de educación de la provincia de Santiago del Estero y a nivel nacional.

## Biografía
Nacido en Santiago del Estero en 1876, egresó como Profesor Normal en Buenos Aires en 1897. Cuando regresó a su ciudad natal ocupó la Inspección General del Consejo Provincial Antenor Ferreyra de Educación.
Luego se trasladó a Rafaela y dirigió allí la Escuela Normal, función que le valió ser designado inspector general del Consejo de Educación de la Provincia de Santa Fe. Ante el estado de huelga declarado por el magisterio santafesino decidió adherirse sin declinar su condición de maestro y considerando un deber solidario estar junto al magisterio, renunció ante el gobernador Mosca y se trasladó a Tucumán. Allí, el gobernador Vera le ofreció el cargo de Vocal del Consejo de Educación de la Provincia. 
En el año 1924, asumió el cargo de Presidente del Consejo de Educación de la Provincia de Santiago del Estero, cargo en el que desarrolló una vasta obra creando escuelas de manualidades, escuelas granja, bibliotecas e instituciones de fomento; implantó el primer comedor escolar, instauró la celebración de la fiesta del trabajo y fundó más de veinte escuelas primarias en el interior.
En 1932 fue elegido Diputado Nacional y reelegido en 1936. Desde su mandato propició la creación de la Escuela Nacional de Comercio, que hoy lleva su nombre. Designado vicepresidente de la Cámara de Diputados de la Nación, inspiró la Ley 12.119 sobre escuelas especiales para adultos.
Murió en 1939.
- Datos: Q5696824